# Rewolucja majowa
Rewolucja majowa (hiszp. Revolución de Mayo) – seria wydarzeń mających miejsce w dniach 18–25 maja 1810 roku w Buenos Aires, będącym wówczas stolicą Wicekrólestwa La Platy – hiszpańskiej kolonii w Ameryce Południowej. Wydarzenia te zapoczątkowały argentyńską wojnę o niepodległość.

## Historia

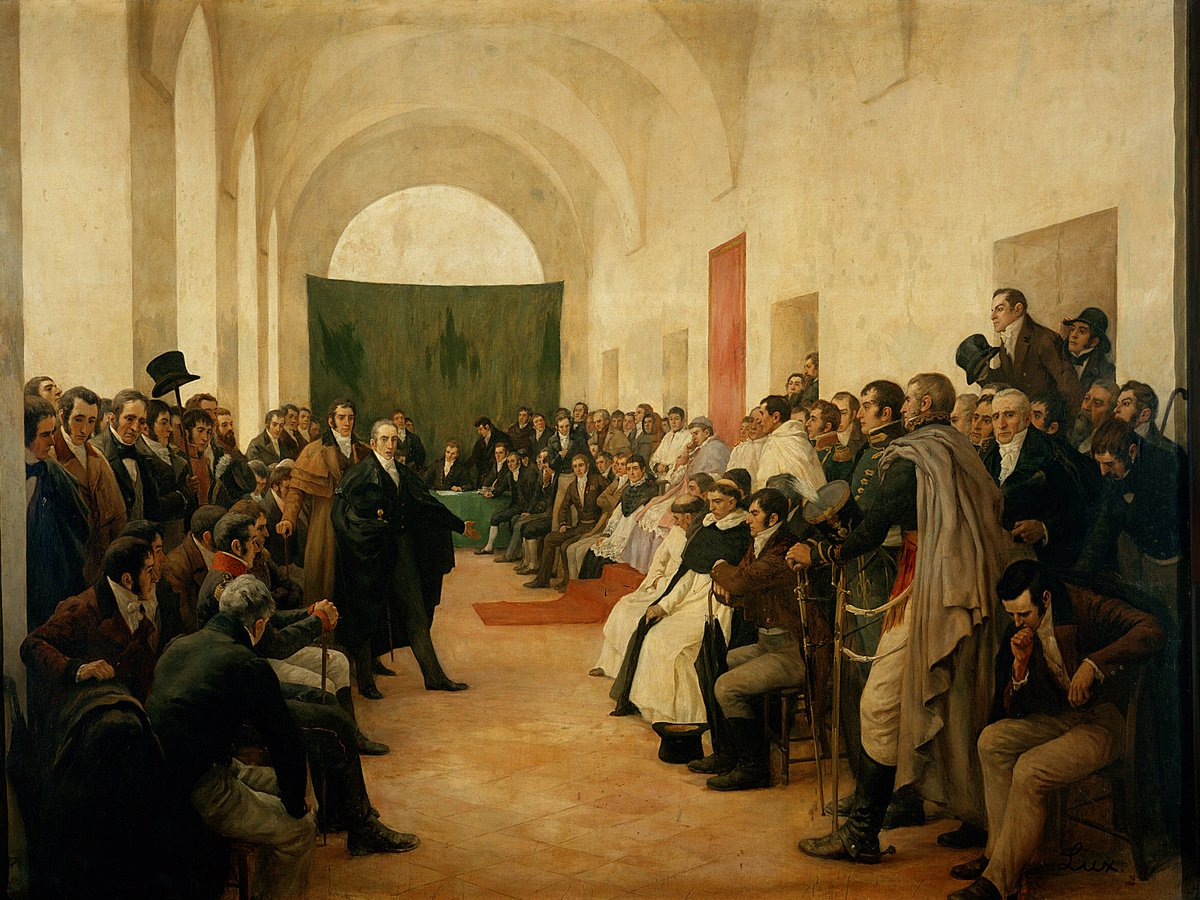
Otwarte cabildo z 22 maja 1810 roku na obrazie Pedra Subercaseauxa z 1910 roku

Wstępem do wydarzeń rewolucji majowej była abdykacja króla Hiszpanii Ferdynanda VII przed francuskimi wojskami Napoleona Bonapartego w 1808 roku, na początku napoleońskiej kampanii na Półwyspie Iberyjskim. Ferdynanda VII na hiszpańskim tronie zastąpił Józef Bonaparte, brat cesarza Francuzów. Najwyższa Junta Centralna stanęła na czele antyfrancuskiego ruchu oporu, jednak została pokonana w lutym 1810 roku.
13 maja 1810 roku do portu w Montevideo, zaś dzień później do portu w Buenos Aires przypłynął brytyjski statek z gazetami z informacjami o upadku Najwyższej Junty Centralnej, które potwierdziły krążące od pewnego czasu plotki dotyczące francuskiej inwazji. Informacje te szybko się rozeszły i spowodowały poruszenie w Buenos Aires. Hiszpański wicekról Baltasar Hidalgo de Cisneros starał się uspokoić społeczeństwo, ale 18 maja przybyła do niego grupa obywateli domagających się utworzenia niezależnej rady miejskiej. Cisneros próbował odmawiać, ale ostatecznie tego nie zrobił. 20 maja spotkał się z przywódcami hiszpańskich sił zbrojnych stacjonujących w Buenos Aires. Przywódcy ci zapowiedzieli, że go nie poprą i zachęcili do kontynuowania spotkania w mieście.
Wicekról zasugerował przywódcom wojskowym, że powinni stworzyć rząd, który będzie sprawował władzę w imieniu zdetronizowanego króla Hiszpanii. Poświęcone tej kwestii otwarte cabildo, nadzwyczajne spotkanie członków rady miejskiej Buenos Aires, odbyło się we wtorek 22 maja. Spotkanie trwało do środy 23 maja, kiedy jego uczestnicy głosowali za odwołaniem hiszpańskiego wicekróla. Ogłoszenia dotyczące wyniku głosowania zostały rozesłane po całym mieście.
W czwartek 24 maja utworzono rządzącą juntę z byłym wicekrólem jako jej przywódcą. To rozgniewało miejską społeczność, która nie chciała, aby Cisneros nadal pełnił jakiekolwiek funkcje rządowe. W piątek 25 maja, pod wpływem dużej demonstracji w Buenos Aires cabildo wycofało się ze swojej decyzji i powołało tzw. Pierwszą Juntę pod dowództwem Cornelia Saavedry – pierwszy organ rządowy niezależny od władz w Madrycie. Junta przetrwała do grudnia 1810 roku, kiedy to została zastąpiona inną.
Chociaż wydarzenia z maja 1810 roku miały być wyrazem lojalności wobec hiszpańskiej korony, faktycznie stały się początkiem długiej wojny o niepodległość Argentyny, którą prowadzili Manuel Belgrano, Juan José Castelli i José de San Martín. W 1814 roku Ferdynand VII został przywrócony na hiszpański tron, ale do tego czasu Argentyńczycy mieli już dość hiszpańskich rządów. Ostatecznie Argentyna ogłosiła niepodległość od Hiszpanii na kongresie w Tucumán 9 lipca 1816 roku. Sama argentyńska wojna o niepodległość zakończyła się bitwą pod Maipú w 1818 roku.

## Znaczenie
Współcześnie oprócz Argentyny rewolucję majową jako początek swojej niepodległości uznają także Boliwia, Paragwaj i Urugwaj.

## Upamiętnienie

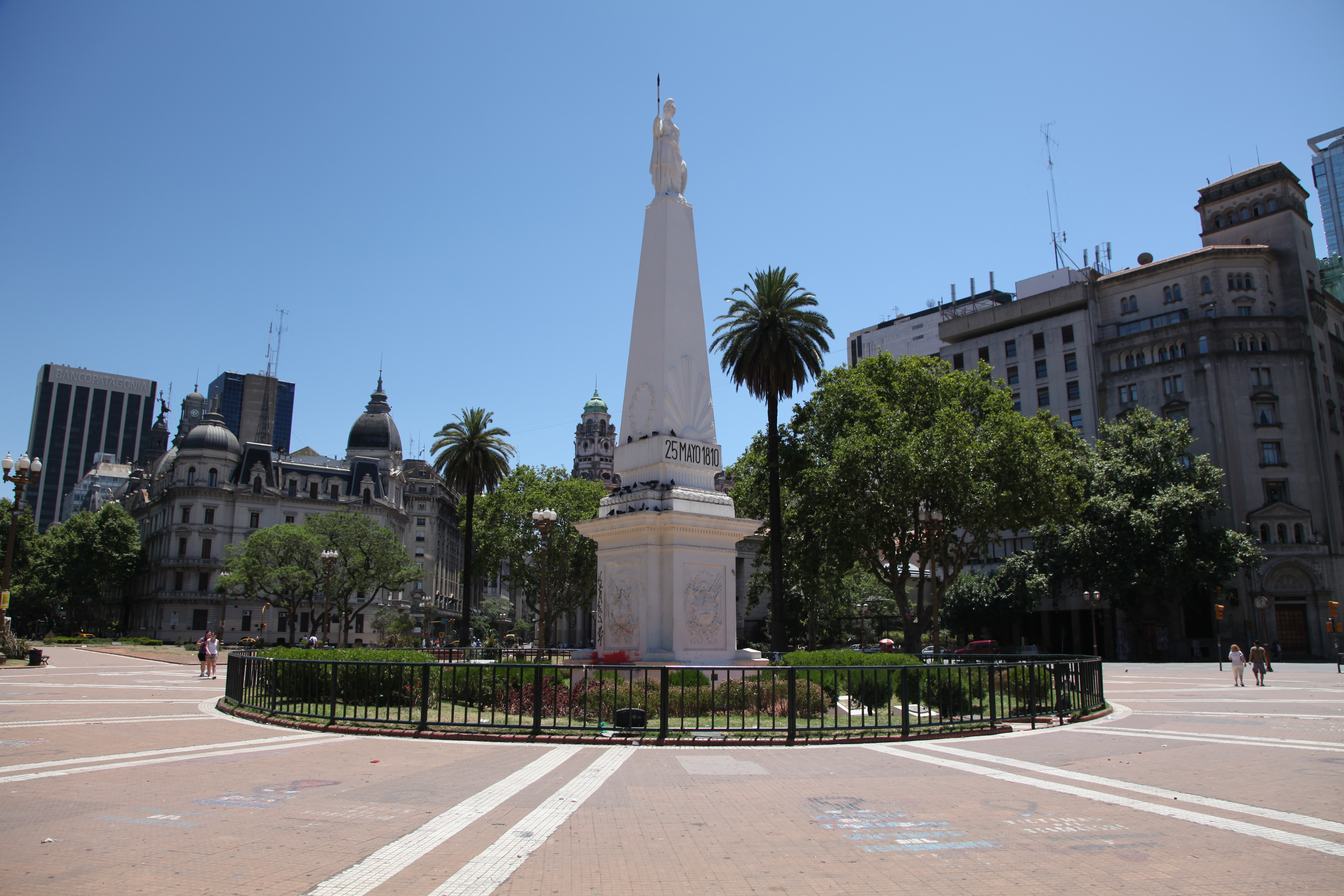
Pirámide de Mayo (2010)

Nawiązującą do rewolucji majowej nazwę nadano jednemu z symboli narodowych Argentyny i Urugwaju („Słońce Majowe”), obecnemu na herbie i fladze Argentyny oraz herbie i fladze Urugwaju.
Odnoszące się do wydarzeń z 1810 roku nazwy noszą także dwa miejsca położone w Buenos Aires: plac Plaza de Mayo i aleja Avenida de Mayo. Dodatkowo w stolicy Argentyny wydarzenia te upamiętnia odsłonięty na Plaza de Mayo w ich pierwszą rocznicę pomnik Pirámide de Mayo.
Dzień 25 maja jest obecnie obchodzony w Argentynie jako Día de la Revolución de Mayo (pol. „Dzień Rewolucji Majowej”).